# Jake Bugg
Jake Edwin Kennedy Bugg (Nottingham, 28 februari 1994) is een Engelse singer-songwriter.
Hij groeide op in Nottingham en begon op zijn twaalfde met gitaar spelen. Op zijn zeventiende trad hij op tijdens het Glastonbury Festival. Op 12 oktober 2012 werd zijn debuutalbum Jake Bugg uitgebracht, hierop zijn duidelijk invloeden te horen van artiesten die hem inspireren zoals Donovan, Jimi Hendrix, Oasis, Bob Dylan en The Beatles. Het album bereikte de nummer 1-positie in de Britse albumlijst en was ook internationaal succesvol. In Nederland en Vlaanderen werd hij bekend door zijn single Lightning bolt uit oktober 2012.
In november 2013 verscheen zijn tweede album, Shangri la, dat eveneens goed verkocht. Daarna volgden de albums On my one (2016) en Hearts that strain (2017).
Sinds 2017 staat zijn naam op het shirt van voetbalploeg Notts County FC. Het is zijn favoriete ploeg. In 2022-2023 werd deze sponsorovereenkomst nog eens verlengd. 
In 2019 zingt hij voor de housegroep CamelPhat het nummer Be Someone. De video daarvan krijgt een nominatie voor een UK music video award. 

## Discografie

### Albums
| Album met eventuele hitnotering(en) in de Nederlandse Album Top 100 | Datum van verschijnen | Datum van binnenkomst | Hoogste positie | Aantal weken | Opmerkingen |
| ------------------------------------------------------------------- | --------------------- | --------------------- | --------------- | ------------ | ----------- |
| Jake Bugg                                                           | 12-10-2012            | 20-10-2012            | 21              | 28           |             |
| Shangri La                                                          | 15-11-2013            | 23-11-2013            | 32              | 7            |             |
| On My One                                                           | 17-06-2016            | 25-06-2016            | 48              | 1            |             |
| Hearts That Strain                                                  | 01-09-2017            | 09-09-2017            | 79              | 1            |             |

| Album met hitnotering(en) in de Vlaamse Ultratop 200 albums | Datum van verschijnen | Datum van binnenkomst | Hoogste positie | Aantal weken | Opmerkingen |
| ----------------------------------------------------------- | --------------------- | --------------------- | --------------- | ------------ | ----------- |
| Jake Bugg                                                   | 2012                  | 20-10-2012            | 11              | 50           |             |
| Shangri La                                                  | 2013                  | 30-11-2013            | 14              | 43           |             |
| On My One                                                   | 2016                  | 25-06-2016            | 19              | 9            |             |
| Hearts That Strain                                          | 2017                  | 09-09-2017            | 37              | 3            |             |
| Saturday Night, Sunday Morning                              | 20-08-2021            | 28-08-2021            | 194             | 1            |             |

### Singles
| Single met eventuele hitnotering(en) in de Nederlandse Top 40 | Datum van verschijnen | Datum van binnenkomst | Hoogste positie | Aantal weken | Opmerkingen                 |
| ------------------------------------------------------------- | --------------------- | --------------------- | --------------- | ------------ | --------------------------- |
| Lightning Bolt                                                | 12-10-2012            | 27-10-2012            | 33              | 2            | Nr. 35 in de Single Top 100 |
| Broken                                                        | 2014                  | -                     |                 |              | Nr. 66 in de Single Top 100 |

| Single met hitnotering(en) in de Vlaamse Ultratop 50 | Datum van verschijnen | Datum van binnenkomst | Hoogste positie | Aantal weken | Opmerkingen      |
| ---------------------------------------------------- | --------------------- | --------------------- | --------------- | ------------ | ---------------- |
| Trouble Town                                         | 2012                  | 19-05-2012            | tip67           | -            |                  |
| Two Fingers                                          | 2012                  | 20-10-2012            | tip8            | -            |                  |
| Lightning Bolt                                       | 2012                  | 09-02-2013            | 42              | 5            |                  |
| Seen It All                                          | 2013                  | 13-04-2013            | tip5            | -            |                  |
| Taste It                                             | 2013                  | 22-06-2013            | tip18           | -            |                  |
| Broken                                               | 2013                  | 10-08-2013            | tip39           | -            |                  |
| What Doesn't Kill You                                | 2013                  | 05-10-2013            | tip21           | -            |                  |
| Slumville Sunrise                                    | 2013                  | 16-11-2013            | tip24           | -            |                  |
| Me and You                                           | 2013                  | 07-12-2013            | tip22           | -            |                  |
| A Song About Love                                    | 2014                  | 08-02-2014            | tip41           | -            |                  |
| Messed Up Kids                                       | 2014                  | 10-05-2014            | tip17           | -            |                  |
| On My One                                            | 2016                  | 27-02-2016            | tip             | -            |                  |
| Gimme the Love                                       | 2016                  | 12-03-2016            | tip19           | -            |                  |
| Love, Hope and Misery                                | 2016                  | 04-06-2016            | tip             | -            |                  |
| Find Me                                              | 2017                  | 29-04-2017            | tip             | -            | met Tinie Tempah |
| How Soon the Dawn                                    | 2017                  | 12-08-2017            | tip             | -            |                  |
| In the Event of my Demise                            | 2018                  | 24-02-2018            | tip             | -            |                  |
| Be Someone                                           | 2019                  | 15-06-2019            | tip10           | -            | met CamelPhat    |
| Kiss Like the Sun                                    | 2019                  | 23-11-2019            | tip33           | -            |                  |
| All I Need                                           | 2020                  | 07-11-2020            | tip18           | -            |                  |

### Dvd's
| Dvd's met hitnoteringen in de Nederlandse Music Top 30 | Datum van verschijnen | Datum van binnenkomst | Hoogste positie | Aantal weken | Opmerkingen |
| ------------------------------------------------------ | --------------------- | --------------------- | --------------- | ------------ | ----------- |
| Live at the Royal Albert Hall                          | 2014                  | 20-12-2014            | 18              | 2            |             |

- Bibliothèque nationale de France: cb16703942b (data)
- Gemeinsame Normdatei: 1037318390
- International Standard Name Identifier: 0000 0004 0363 966X
- Library of Congress Control Number: no2013029072
- MusicBrainz: 0d9905e6-add6-4713-94ca-9f686f9b5e9b
- Nationale Bibliotheek van Tsjechië: xx0162305
- Nederlandse Thesaurus van Auteursnamen: 369456718
- Système universitaire de documentation: 243295685
- Virtual International Authority File: 286475546
- WorldCat: E39PBJkHkdHmmCmr6dRrmJc773